# Josep Simont i Guillén
Josep Simont i Guillén (Barcelona, 1875, Caracas, 1968) fou un dibuixant català, conegut pels seus dibuixos de la Primera Guerra Mundial. És el pare de Marc Simont.
Es va formar a Barcelona, on col·laborà amb diverses revistes modernistes. Va dur a terme gran part de la seva carrera professional a França (París), i també va col·laborar amb revistes dels Estats Units i Alemanya.